# Athyrium nakanoi
Athyrium nakanoi är en majbräkenväxtart som beskrevs av Mak. Athyrium nakanoi ingår i släktet Athyrium och familjen Athyriaceae. Inga underarter finns listade.